# Henriette Marguerite
 (mars 2025).
Motif : manifestement aucune source secondaire centrée
- Archive Wikiwix
- Bing
- Cairn
- DuckDuckGo
- E. Universalis
- Gallica
- Google
- G. Books
- G. News
- G. Scholar
- Persée
- Qwant
- (zh) Baidu
- (ru) Yandex
- (wd) trouver des œuvres sur Wikidata

| 1. | Préciser le motif de la pose du bandeau. | Précisez le motif de la pose du bandeau en utilisant la syntaxe suivante : {{admissibilité à vérifier\|date=avril 2025\|motif=remplacez ce texte par le motif}}                           |
| 2. | Informer les utilisateurs concernés.     | Pensez à avertir le créateur de l'article, par exemple, en insérant le code ci-dessous sur sa page de discussion : {{subst:avertissement admissibilité à vérifier\|Henriette Marguerite}} |

Henriette Marguerite, née le 12 juillet 1923 dans le 14e arrondissement de Paris et morte le 11 août 1944 à Ouroux-en-Morvan est une infirmière et résistante française, membre du maquis Socrate.

## Biographie

### Jeunesse
Henriette Marguerite est née le 12 juillet 1923 dans le 14e arrondissement de Paris, enfant de l’assistance publique de la Seine. Elle est placée dans le Morvan, confiée à la famille Bobin, au hameau de Frétoy (commune de Lavault-de-Frétoy). Au moment de l’entrée en guerre de la France contre l’Allemagne, elle étudie au cours complémentaire d'enseignement primaire supérieur de Château-Chinon. Puis on la retrouve élève de l’école d’infirmières de l’Assistance publique de la Salpêtrière. D’après la plaque commémorative qui lui rend hommage (ainsi qu'à Marie Brisse, une autre élève-infirmière morte le 25 août 1944 lors de l'insurrection parisienne) sur la façade de l’IFSI-IFAS de la Pitié-Salpêtrière (Paris XIIIe), elle a fait partie de la promotion 1942-1944.

### Engagement dans la Résistance et mort

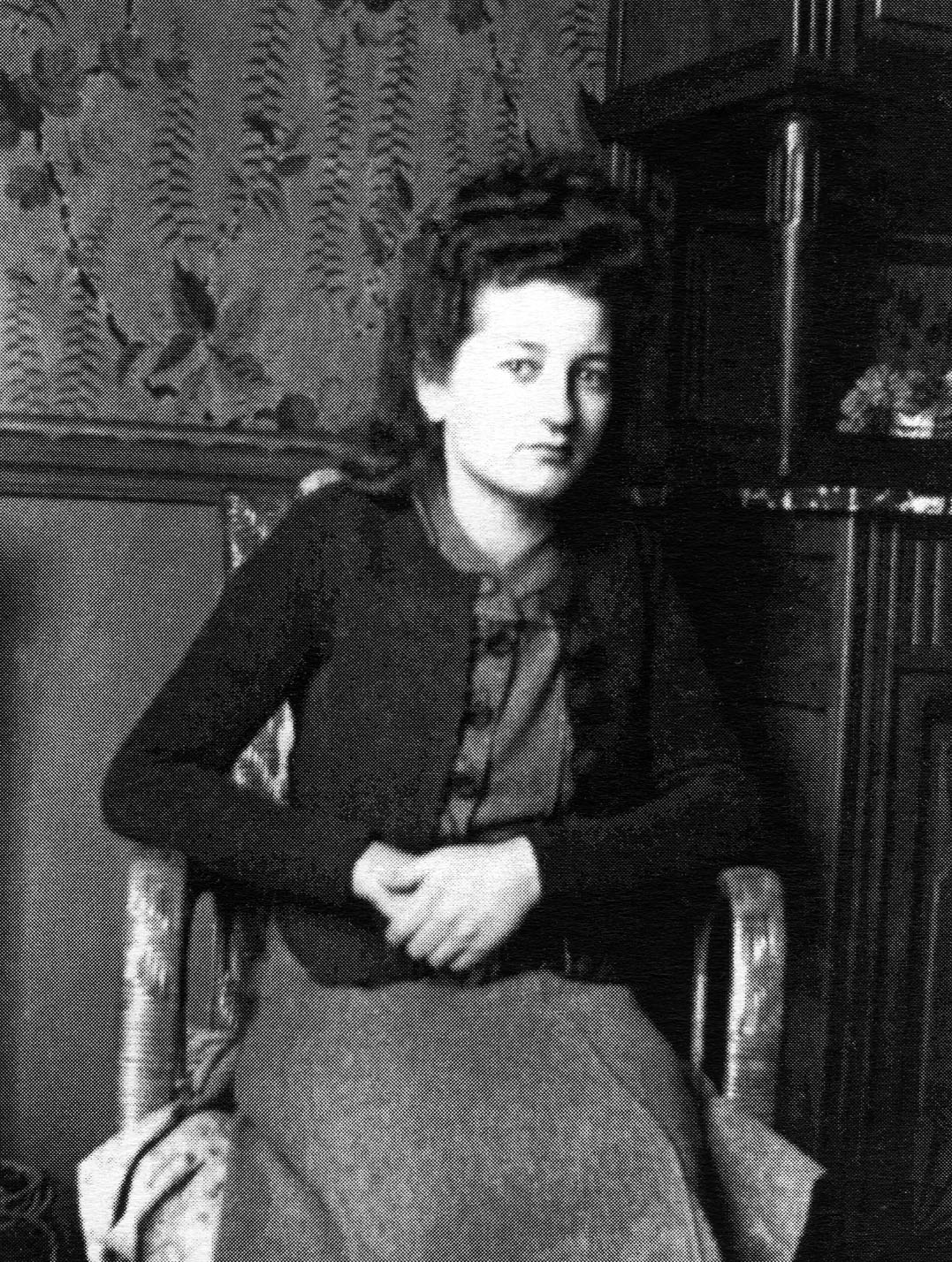
Henriette Marguerite chez elle à Lavault-de-Frétoy

C’est le 31 juillet 1944, suite à une visite à Lavault-de-Frétoy, que Georges Leyton, dit Socrate, le fondateur du maquis du même nom, sollicite Henriette Marguerite pour incorporer le maquis en qualité d’infirmière (le registre du maquis, tel que retranscrit par Les Amis du Maquis Socrate, mentionne la date du 3 ou 4 août pour son entrée au maquis). L’infirmerie est installée à Anost « juste en dessous de l’hôtel Guyard » (actuel hôtel Fortin).
Dans l'après-midi du 10 août 1944, Socrate, son chauffeur Joseph Neel (alias Roland), Henriette Marguerite et Louis Letourneur sont à bord d’une traction faisant route entre Anost et Château-Chinon, sur la N78 (actuelle D978), dans le double but d’inspecter les groupes placés en embuscade dans le secteur (au niveau du lieu-dit Le Pommoy) et de récupérer un blessé (un dénommé Matrot, de Roussillon-en-Morvan) afin de l’évacuer sur l’hôpital du maquis Bernard. À la sortie de La Celle-en-Morvan, ils tombent sur un convoi allemand faisant route vers Autun. Les Allemands ouvrent le feu immédiatement. Conformément à la consigne de dispersion qui est la règle dans de tels cas, les occupants de la voiture sautent dans les fossés, Joseph Neel et Henriette Marguerite s'enfuient en escaladant le talus tout proche. Socrate est touché par plusieurs balles (dont une à la jambe qui lui déchire l’artère fémorale); Henriette Marguerite, quant à elle, reçoit une balle (vraisemblablement explosive) dans le genou gauche qui lui brise la rotule. Tous deux sont évacués dans une maison voisine où Socrate rend le dernier soupir après avoir reçu l’extrême-onction de l’abbé Bernardet, curé de La Celle-en-Morvan, tandis qu’un garrot est posé au-dessus du genou d’Henriette,.
Ce n’est que tard dans la soirée que Joseph Neel réussit à se procurer une voiture afin de transporter en urgence Henriette Marguerite à l’hôpital du maquis Bernard situé dans les bois de Cœuzon (commune d’Ouroux-en-Morvan), à une trentaine de kilomètres de La Celle-en-Morvan. Malheureusement, le chirurgien Alec Prochiantz (alias Martel) n’y était pas. Lorsqu’il la vit enfin, son état était désespéré et elle mourut avant toute intervention, aussitôt après l’ablation du garrot.
Henriette est enterrée le 13 août 1944 dans le cimetière franco-britannique du maquis Bernard situé près de l’étang de la Passée, dans les bois de Cœuzon (son nom figure toujours sur une plaque située dans l’enceinte du cimetière et listant les 21 résistants qui y ont été enterrés en 1944). En septembre 1944, après le départ des Allemands de la région, et à la demande de ses parents nourriciers, son corps sera réinhumé au cimetière de Lavault-de-Frétoy, où sa tombe se trouve encore aujourd’hui.

## Distinctions et hommages posthumes

### Décorations
Henriette Marguerite est récipiendaire, à titre posthume, des décorations suivantes :
- Médaille militaire (1951)
- Croix de guerre 1939–1945, palme de bronze (1951)

La mention « Mort pour la France » a été apposée sur son acte de décès le 28 juillet 1950.

### Hommages
Son nom figure notamment sur le monument aux morts de Lavault-de-Frétoy, sur la stèle de l’hôpital de la Salpêtrière (Paris XIIIe), ainsi que sur le monument aux morts du maquis Socrate à La Celle-en-Morvan.
Le 9 décembre 2003, l’Institut de Formation en Soins Infirmiers de la Pitié-Salpêtrière (Paris XIIIe) prend le nom d’« IFSI Marguerite Henriette » en son honneur,.
Le 13 juillet 2024, une plaque commémorative retraçant son parcours est dévoilée par Mme Christine Bonte, maire de Lavault-de-Frétoy, au coin de la rue Henriette Marguerite du hameau de Frétoy, au cours d'une cérémonie organisée par Les amis du Maquis Socrate,.
Enfin, une plaque a été apposée dans le hall de l'hôpital d'Autun qui porte désormais le nom d'« espace Henriette Marguerite ».

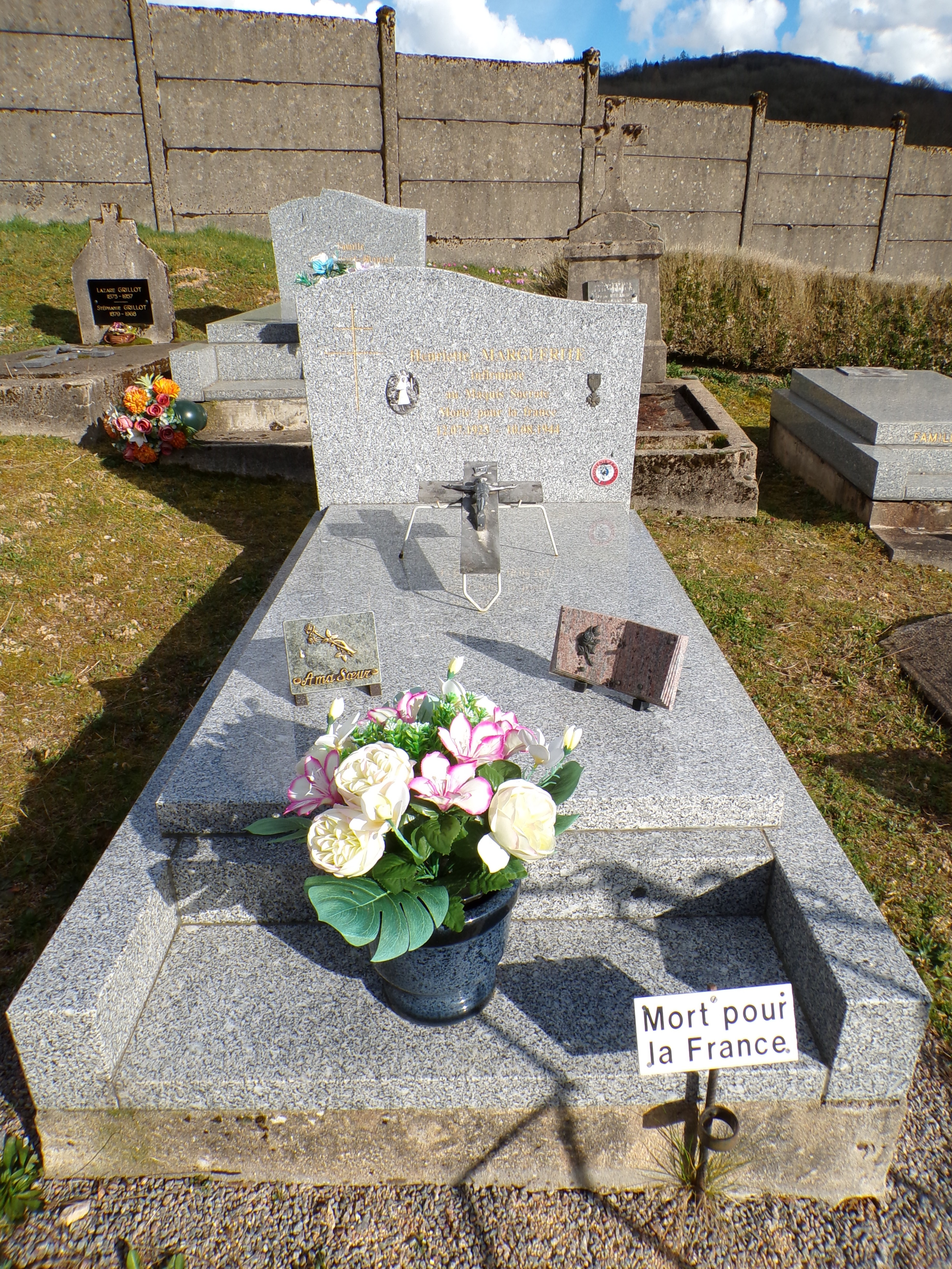
La tombe d'Henriette Marguerite au cimetière de Lavault-de-Frétoy
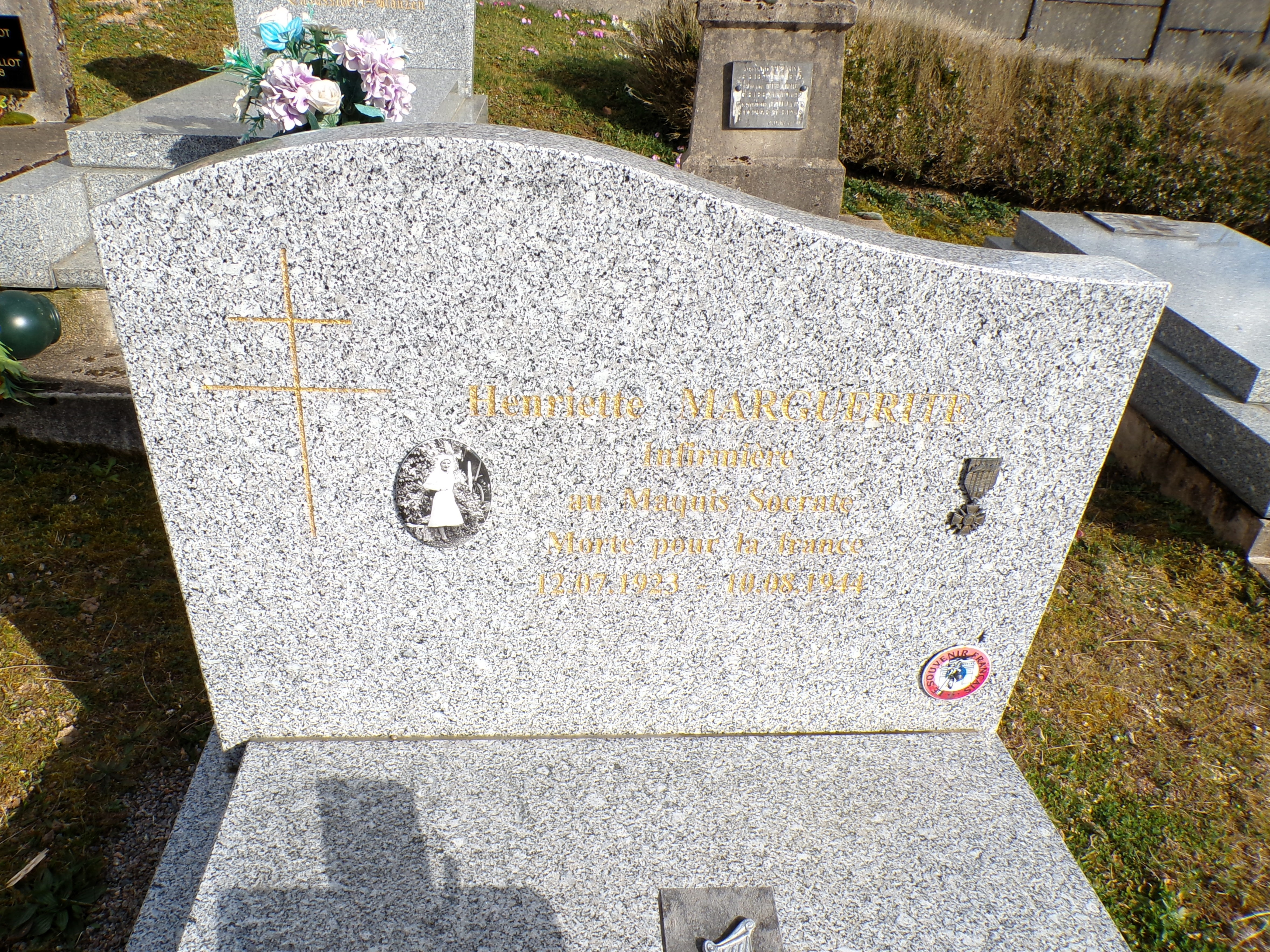
Détail de la tombe d'Henriette Marguerite au cimetière de Lavault-de-Frétoy
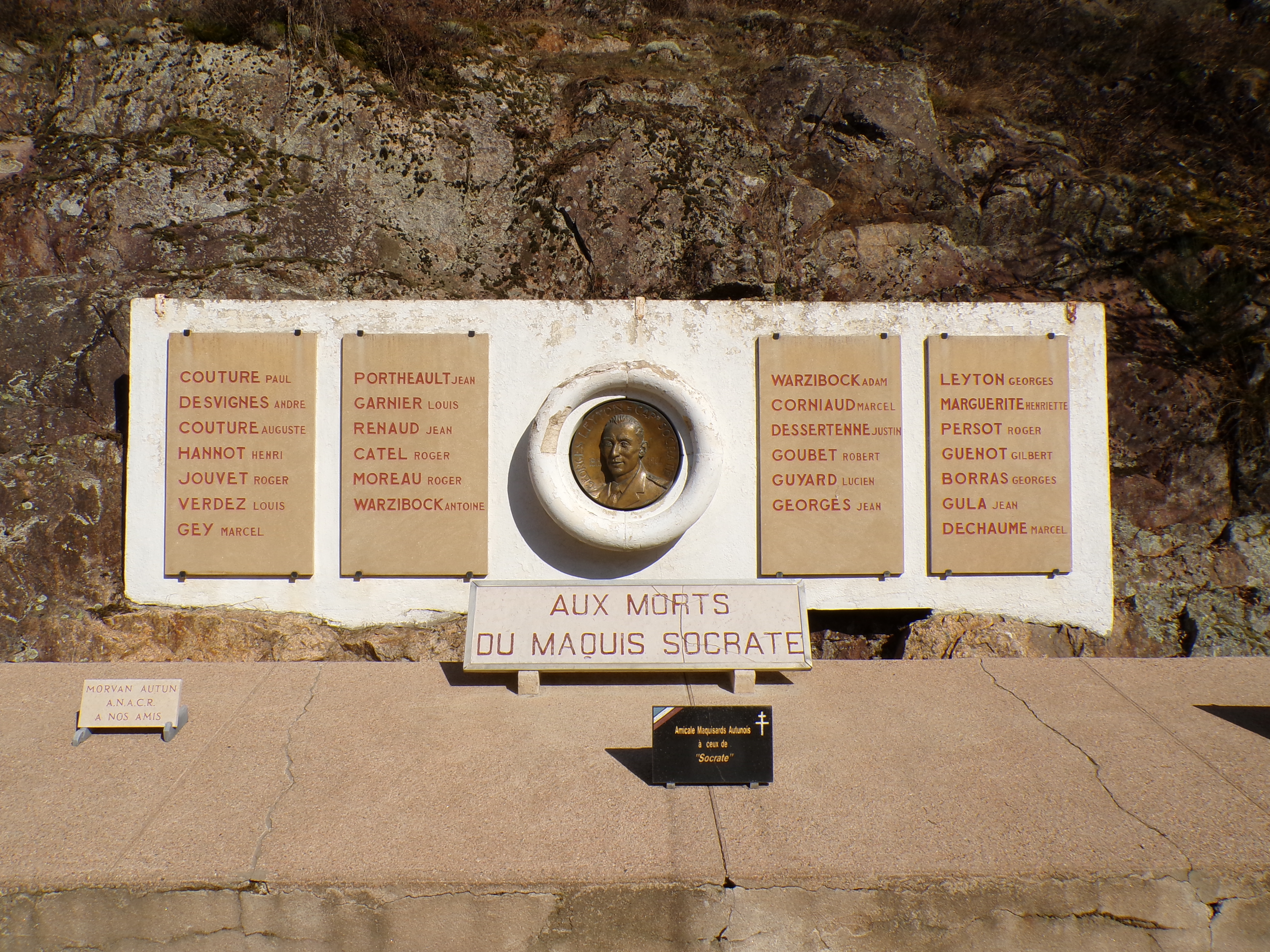
Le monument aux morts du maquis Socrate à La Celle-en-Morvan
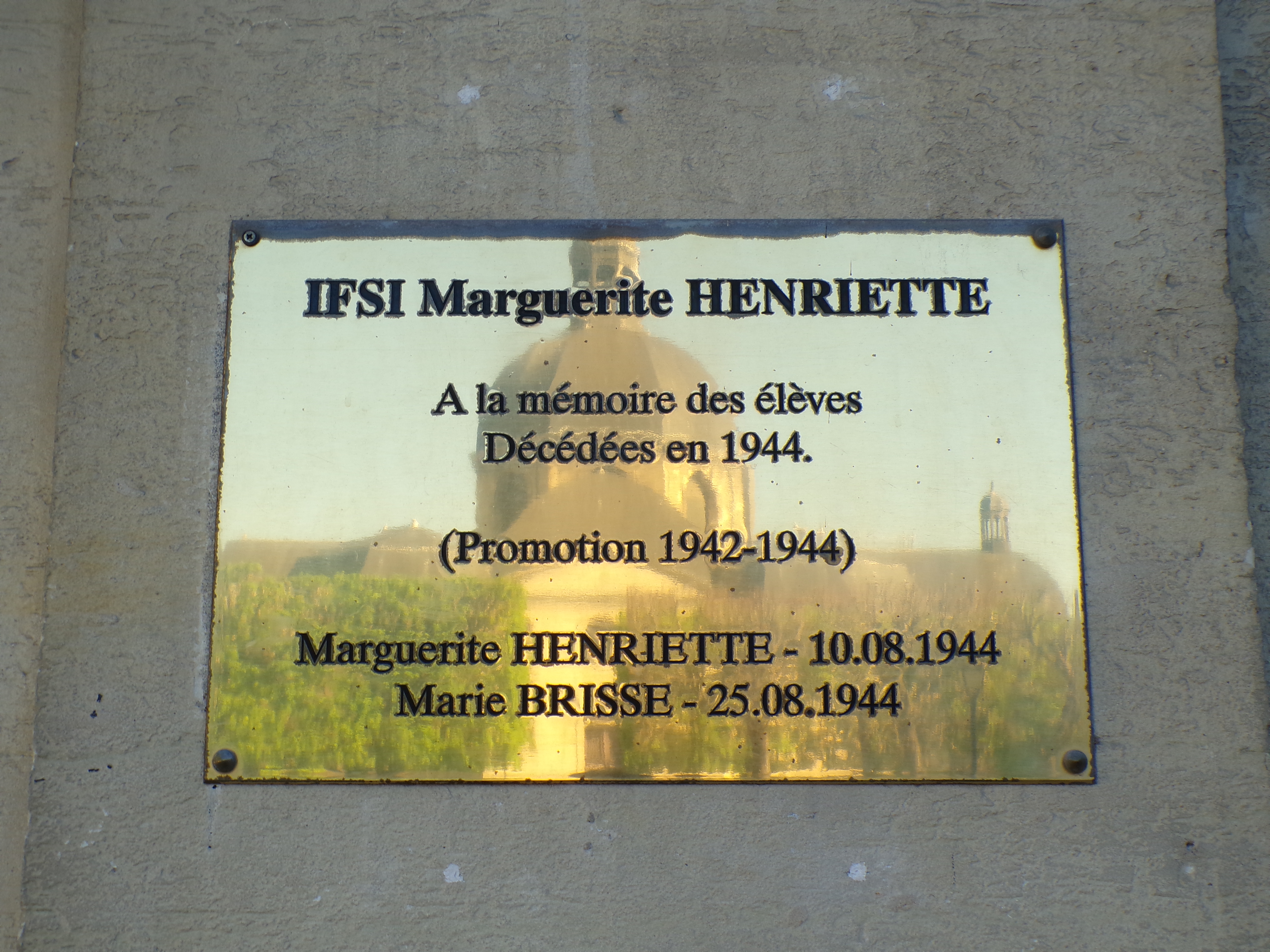
La plaque sur la façade de l'IFSI Marguerite Henriette de la Pitié-Salpêtrière
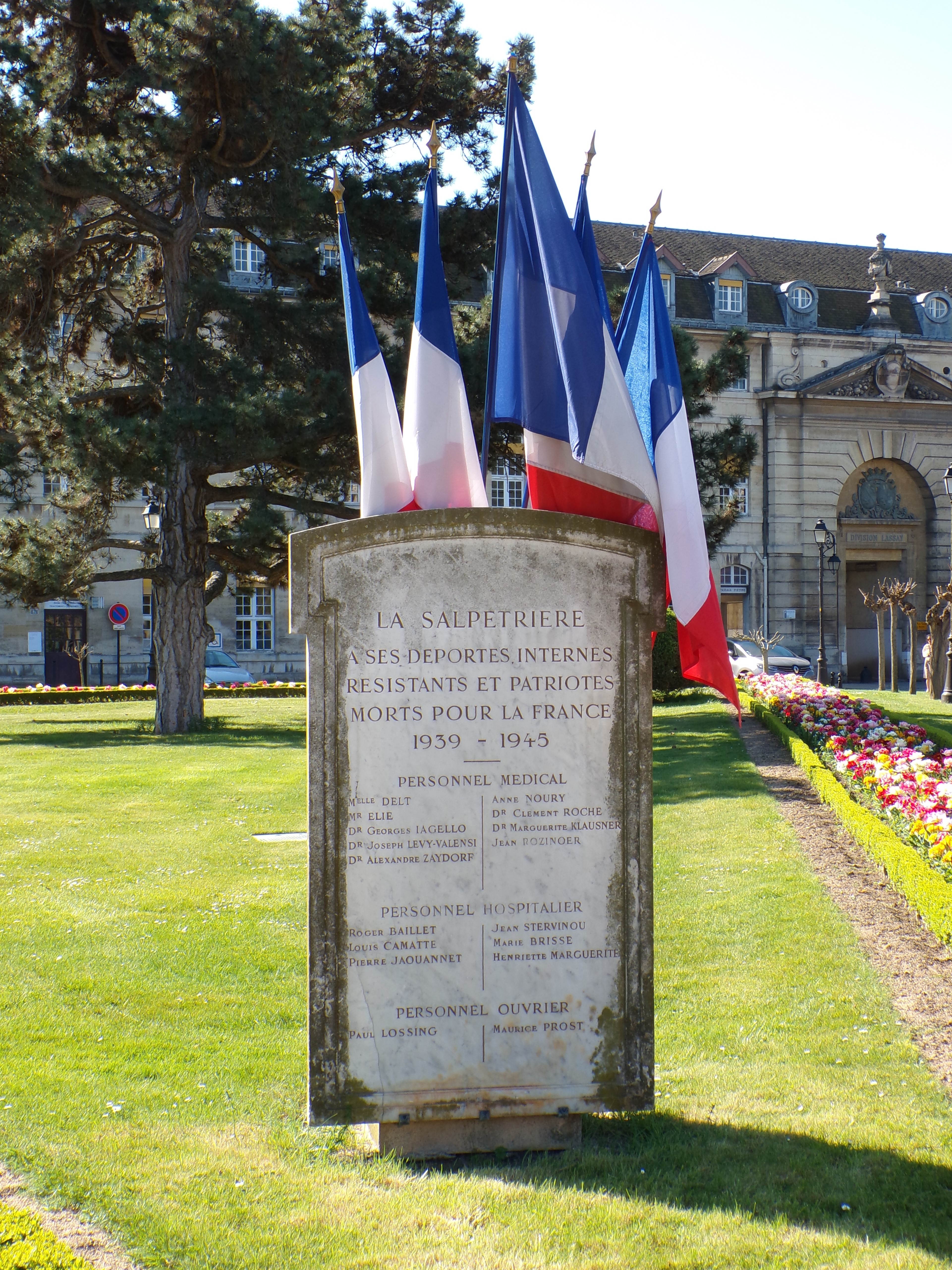
La stèle de l'hôpital de la Salpêtrière (Paris XIII)